# Bangkok Knights
Bangkok Knights è un videogioco sportivo di muay thai pubblicato nel 1987 per Commodore 64 e nel 1989 per Amiga e Atari ST dalla System 3.
Si fece notare a suo tempo per i personaggi graficamente di grandi dimensioni e ben animati.
Era apparentemente in sviluppo avanzato anche una versione per ZX Spectrum, mai pubblicata.

## Modalità di gioco
Si può affrontare una serie di incontri con personaggi controllati dal computer oppure un incontro in multigiocatore.
Gli avversari in giocatore singolo sono otto, tra cui una donna. I primi quattro si affrontano in differenti luoghi all'aperto, come una terrazza rocciosa o il mercato cittadino, mentre i successivi quattro si affrontano allo Stadio Lumpinee, su un ring decorato dal logo della System 3.
Ogni avversario ha diverso comportamento; possono essere più difensivi o più aggressivi, e alcuni usano anche mosse sleali. Ciascuno di questi ha un attacco speciale, come calcio al basso ventre, pestata di piedi e testata.
Le arene, più grandi dello schermo, sono mostrate in 2,5D con scorrimento multidirezionale. I contendenti possono spostarsi in tutte le otto direzioni, sebbene il giocatore uno resti sempre rivolto a destra e l'avversario a sinistra.
Combinando i movimenti con il pulsante di fuoco si ottengono le varie mosse: pugni, calci, calci agli stinchi, ginocchiate, gomitate, calci saltati e parate.
Si può abilitare un sistema di controllo semplificato, dove non si effettuano mosse con i movimenti diagonali, mentre con gli altri quattro movimenti il computer sceglie automaticamente la mossa migliore tra due possibili.
Gli incontri sono costituiti da un massimo di cinque riprese, introdotte da una presentatrice in bikini, e bisogna vincerne tre. Ogni contendente ha due indicatori a barra nel pannello sotto l'inquadratura, che si ricaricano lentamente durante l'azione e completamente a ogni ripresa. Una barra indica l'energia vitale che rimane prima di essere messi al tappeto; se nessuno la esaurisce, allo scadere del tempo la ripresa viene vinta da chi ha più energia. L'altra barra indica l'efficacia dei propri colpi e si consuma sferrando attacchi, che stancano il personaggio di più o di meno a seconda della mossa. 

## Accoglienza
Bangkok Knights nella sua prima versione per Commodore 64 fu complessivamente molto apprezzato dalla critica europea, sia per la realizzazione tecnica sia per la giocabilità, ricevendo spesso recensioni entusiaste. Col passare del tempo qualche testata ritenne che era stato un po' sopravvalutato, in particolare perché troppo facile nel giocatore singolo.
Le versioni per i più potenti Amiga e Atari ST, uscite circa due anni dopo, furono invece meno apprezzate, con giudizi generalmente moderati, e a volte anche decisamente negativi.